# 台灣縣道列表 (1961年)
台灣縣道列表 (1961年)詳列臺灣省於1961年－1982年間的歷史縣道公路列表。列表中介紹每個鄉道的起終點、里程以及儘可能將路線以簡短文字說明（除另外註明外，詳細起訖點說明均為今日地標）。本表除列出兩次公路普查所統計之各縣道公路里程表外，亦包含數年內陸續修定之內容。另將採縣道編號之「大編號鄉道」於最後另立表格整理。

## 第一次公路普查（1961年）
| 編號        | 路線名稱         | 起點行政區         | 實際起點               | 起點連接公路 | 終點行政區                | 實際終點                | 終點連接公路 | 里程    | 今日編號                                       | 注釋  |
| ----------- | ---------------- | ------------------ | ---------------------- | ------------ | ------------------------- | ----------------------- | ------------ | ------- | ---------------------------------------------- | ----- |
| 縣道        | 金山～陽明山     | 臺北縣金山鄉       | 昔日金山鄉公所前       | 縣道102線    | 陽明山管理局士林鎮        | 竹子湖／湖山路口        | 台2甲線      | 14.320  | 省道台2甲線                                    |       |
| 縣道        | 淡水～東港       | 臺北縣淡水鎮       | 清水街、中山路路口     | 台2線        | 宜蘭縣壯圍鄉              | 昔日東港派出所前        | 無           | 155.483 | 省道台2線 · 縣道102線                          |       |
| 縣道        | 八堵～瑞芳       | 基隆市暖暖區       | 源遠路、八堵路路口     | 台5線        | 臺北縣瑞芳鎮              | 子平橋、明燈路路口      | 縣道102線    | 11.232  | 省道台2丁線                                    |       |
| 縣道        | 基隆～深澳～瑞芳 | 基隆市信義區       | 中正路、信一路路口     | 縣道102線    | 臺北縣瑞芳鎮              | 岳王路、明燈路路口      | 縣道102線    | 14.276  | 省道台2線 · 鄉道北36線                         |       |
| 縣道        | 臺北～山崎       | 臺北縣三重市       | 三和路、重新路路口     | 台1線        | 新竹縣新豐鄉              | 建興路、縱貫公路口      | 台1線        | 80.361  | 縣道103線 · 省道台15線 · 鄉道竹1線 · 鄉道竹3線 |       |
| 縣道        | 公館～深坑       | 臺北市古亭區       | 新生北／羅斯福路口     | 台9線        | 臺北縣深坑鄉              | 深南路、北深路路口      | 縣道106線    | 26.427  | 縣道109線                                      |       |
| 縣道        | 八里～龜山       | 臺北縣八里鄉       | 訊塘路、中山路路口     | 縣道103線    | 桃園縣龜山鄉              | 光峰路、萬壽路路口      | 台1線        | 21.491  | 縣道105線                                      |       |
| 縣道        | 下福～菁桐坑     | 臺北縣林口鄉       | 林口電廠旁             | 縣道103線    | 臺北縣平溪鄉              | 菁桐礦工銅像前          | 無           | 58.673  | 縣道106線                                      |       |
| 縣道        | 竹圍～復興       | 桃園縣大園鄉       | 三民路、建國路路口     | 縣道103線    | 桃園縣復興鄉              | 昔日復興派出所前        | 無           | 48.260  | 省道台4線 · 省道台7線                          |       |
| 縣道        | 大園～公館崙     | 桃園縣大園鄉       | 中興街、中華路路口     | 縣道103線    | 臺北縣新店鎮              | 安康路、安和路路口      | 縣道111線    | 41.656  | 縣道110線                                      |       |
| 縣道        | 臺北～烏來       | 臺北市城中區       | 重慶南／忠孝西路口     | 台1線        | 臺北縣烏來鄉              | 昔日烏來分駐所前        | 無           | 29.789  | 縣道111線 · 省道台9甲線                        |       |
| 縣道        | 觀音～大溪       | 桃園縣觀音鄉       | 中山路、大觀路路口     | 縣道103線    | 桃園縣大溪鄉              | 仁和路、員林路路口      | 台3線        | 26.645  | 縣道112線 · 縣道112甲線                        |       |
| 縣道        | 永安～板橋       | 桃園縣新屋鄉       | 永安漁港               | 無           | 臺北縣板橋鎮              | 館前西／四川路路口      | 台3線        | 70.127  | 縣道114線                                      |       |
| 縣道        | 新竹～豐原       | 新竹縣新竹市       | 明湖路、寶山路路口     |              | 臺中縣豐原鎮              | 中正路、向陽路路口      | 台3線        | 82.510  | 縣道117線 · 省道台13線                         |       |
| 縣道        | 舊港～錦山       | 新竹縣竹北鄉       | 海邊                   | 無           | 新竹縣關西鎮              | 錦山                    | 無           | 34.286  | 縣道118線                                      |       |
| 縣道        | 南寮～清泉       | 新竹縣新竹市       | 南寮海水浴場           | 無           | 新竹縣五峰鄉              | 清泉吊橋前              | 無           | 34.286  | 縣道122線                                      |       |
| 縣道        | 海邊～八卦力     | 苗栗縣竹南鎮       | 碉堡前                 | 無           | 苗栗縣南庄鄉              | 林務工作站前            | 無           | 36.177  | 縣道124線                                      |       |
| 縣道        | 豐原～頂?[月胥]  | 臺中縣豐原鎮       | 中正路、中山路路口     | 台3線        | 臺中縣烏日鄉              | 學田路、中山路路口      | 台12線       | 22.549  | 省道台10線 · 縣道125線                         |       |
| 縣道        | 外埔～紙湖       | 苗栗縣後龍鎮       | 昔日合興宮廟前         | 無           | 苗栗縣獅潭鄉              | 126線、中豐公路路口     | 台3線        | 19.156  | 縣道126線                                      |       |
| 縣道        | 大雅～霧峰       | 臺中縣大雅鄉       | 中山路、中清路路口     | 台10線       | 臺中縣霧峰鄉              | 四德路、中正路路口      | 台3線        | 26.208  | 縣道127線                                      |       |
| 縣道        | 通霄～大坑       | 苗栗縣通霄鎮       | 中正路、中山路路口     | 台1線        | 苗栗縣公館鄉              | 大坑                    | 無           | 21.173  | 縣道128線                                      |       |
| 縣道        | 大安港～后里     | 臺中縣大安鄉       | 昔日大安港海水浴場門口 | 無           | 臺中縣后里鄉              | 后里車站                | 鄉道中40線   | 18.583  | 縣道132線                                      |       |
| 縣道        | 梧棲～臺中       | 臺中縣梧棲鎮       | 梧棲路、鰲西路路口     | 縣道中59線   | 臺中市中區                | 民權路、三民路路口      | 台3線        | 23.055  | 省道台12線                                     |       |
| 縣道        | 口厝～集集       | 彰化縣線西鄉       | 昔日口厝防海檢查哨前   | 無           | 南投縣集集鎮              | 和平街、民生路路口      | 台16線       | 63.519  | 縣道138線 · 縣道139線                          |       |
| 縣道        | 員林～名間       | 彰化縣員林鎮       | 中正路、中山路路口     | 台1線        | 南投縣名間鄉              | 員集路、彰南路路口      | 台16線       | 29.784  | 縣道141線 · 縣道152線                          |       |
| 縣道        | 彰化～臺南       | 彰化縣彰化市       | 孔門路、中山路路口     | 台1線        | 臺南縣永康鄉              | 安和路／中正南路口      | 台1線        | 136.435 | 省道台19線 · 縣道145線                         |       |
| 縣道        | 鹿港～莿桐腳     | 彰化縣鹿港鎮       | 彰鹿路、員鹿路路口     | 鄉道135線    | 彰化縣彰化市              | 彰鹿路、彰水路路口      | 縣道145線    | 9.151   | 縣道142線                                      |       |
| 縣道        | 王功～土城       | 彰化縣芳苑鄉       | 功湖路、芳漢路路口     | 鄉道133線    | 南投縣草屯鎮              | 中正路、中正路路口      | 台14線       | 47.047  | 縣道148線 · 鄉道投6線                          |       |
| 縣道        | 竹山～縣界       | 南投縣竹山鎮       | 頂橫街、竹山路路口     | 台3線        | 南投縣竹山鎮              | 南投縣、雲林縣縣界      | 無           | 18.587  | 縣道149線                                      |       |
| 縣道        | 芳苑～南投       | 彰化縣芳苑鄉       | 斗苑路、芳漢路路口     | 鄉道133線    | 南投縣南投鎮              | 大庄路、彰南路路口        | 台3線        | 43.372  | 縣道150線                                      |       |
| 縣道        | 中山～林內       | 雲林縣麥寮鄉       | 雲三線、仁德路路口     | 鄉道151線    | 雲林縣林內鄉              | 瑞農路、中山路路口      | 台3線        | 39.992  | 縣道154線                                      |       |
| 縣道        | 埔心～新街       | 雲林縣西螺鎮       | 西崙路、埔心路路口     | 縣道154線    | 雲林縣北港鎮              | 華盛路、新德路路口      | 縣道145線    | 32.438  | 縣道154甲線 · 省道台19線                       |       |
| 縣道        | 斗南～布袋       | 雲林縣斗南鎮       | 大埤路、延平路路口     | 台1線        | 嘉義縣布袋鎮              | 自由路、太平路路口      | 縣道172線    | 44.296  | 縣道157線 · 省道台17線                         |       |
| 縣道        | 海口～崁頭厝     | 雲林縣臺西鄉       | 中山路、海豐路路口     | 鄉道151線    | 雲林縣古坑鄉              | 永光路、光昌路路口      | 台3線        | 42.446  | 縣道158線 · 縣道158乙線                        |       |
| 縣道        | 五條港～番路     | 雲林縣臺西鄉       | 五港路、海豐路路口     | 鄉道151線    | 嘉義縣番路鄉              | 中興路／大華公路口      | 鄉道159甲線  | 57.317  | 、雲156線、                                    |       |
| 縣道        | 嘉義～好美里     | 嘉義縣嘉義市       | 民生北／林森東路口     | 台1線        | 嘉義縣布袋鎮              | 昔日好美里汽車終站      | 無           | 43.977  | 縣道163線                                      |       |
| 縣道        | 嘉義～官田       | 嘉義縣嘉義市       | 吳鳳北／林森東路口     | 台1線        | 臺南縣官田鄉              | 165線、中華路路口       | 台1線        | 40.369  | 縣道165線 · 鄉道市嘉南13線                     |       |
| 縣道165甲線 | 後庄～中埔         | 嘉義縣中埔鄉       | 阿里山／中華路路口     | 縣道165線    | 嘉義縣中埔鄉              | 中埔                    | 台3線        | 7.620   | 、嘉135                                        |       |
| 縣道        | 東石～水上       | 嘉義縣東石鄉       | 海邊                   | 無           | 嘉義縣水上鄉              | 中和路、正義路路口      | 縣道163線    | 26.845  | 縣道168線                                      |       |
| 縣道        | 布袋～關子嶺     | 嘉義縣布袋鎮       | 武聖殿                 | 無           | 臺南縣白河鎮              | 閒雲橋前                | 無           | 42.327  | 縣道172線                                      |       |
| 縣道        | 鹽水～九塊厝     | 臺南縣鹽水鎮       | 南太路、南門路路口     | 縣道172線    | 臺南縣七股鄉              | 昔日檢查哨門前          | 無           | 37.396  | 省道台19甲線 · 縣道173線                       |       |
| 縣道        | 蘆竹溝～六甲     | 臺南縣北門鄉       | 昔日海邊防坡堤起       | 無           | 臺南縣六甲鄉              | 中山路、民生街路口      | 縣道165線    | 28.865  | 縣道174線                                      |       |
| 縣道        | 十二佃～太爺     | 臺南市安南區       | 海佃路、公學路路口     | 縣道178線    | 高雄縣湖內鄉              | 中正路、中山路路口      | 台1線        | 23.240  | 、高2                                          |       |
| 縣道        | 新山子寮～隆田   | 臺南市七股鄉       | 昔日鹽工之家丁字路口   | 無           | 臺南市官田鄉              | 勝利路、中華路路口      | 台1線        | 27.263  | 縣道176線                                      |       |
| 縣道        | 善化～赤崁       | 臺南縣善化鎮       | 中正路、中山路路口     | 縣道178線    | 高雄縣梓官鄉              | 赤崁東／赤崁北路口      | 高25         | 51.548  | 省道台19甲線                                   |       |
| 縣道        | 土城子～隙子口   | 臺南市安南區       | 城北路、安南路路口     | 鄉道市1線    | 臺南縣山上鄉              | 與今日起點相同          | 縣道180線    | 35.997  | 縣道178線                                      |       |
| 縣道        | 甲仙～新庄子       | 高雄縣甲仙鄉       | 中正路、忠孝路路口     | 無           | 高雄縣大寮鄉              | 會結路、鳳林二路口      | 縣道180線    | 76.674  | 、高128、高145、高79                           |       |
| 縣道        | 臺南～玉井       | 臺南市北區         | 民族路、西門路路口     | 縣道175線    | 臺南縣玉井鄉              | 中正路100巷、中華路路口 | 台3線        | 37.020  | 省道台20線                                     |       |
| 縣道        | 湖內～汕尾       | 高雄縣湖內鄉       | 建國街、中正路路口     | 縣道175線    | 高雄縣林園鄉              | 北汕二／石化四路口      | 縣道183線    | 59.033  | 、高22、高21、、高81、高89                     |       |
| 縣道        | 臺南～中埔       | 臺南市             | 府前路、西門路路口     | 縣道]175線   | 高雄縣內門鄉              | 南屏路口                | 台3線        | 34.954  | 縣道182線                                      |       |
| 縣道        | 楠梓～汕尾       | 高雄市楠梓區       | 鳳楠路、旗楠路路口     | 縣道188線    | 高雄縣林園鄉              | 石化四路底              | 無           | 36.811  | 縣道183線 · 省道台17線                         |       |
| 縣道        | 鳳山～小港       | 高雄縣鳳山鎮       | 王生明／中山東路口     | 台1線        | 高雄縣小港鄉              | 近小港／大業北路口      | 縣道183線    | 9.903   | 縣道183甲線                                    |       |
| 縣道        | 大湖～六龜       | 高雄縣湖內鄉       | 環球路、中山路路口     | 台1線        | 高雄縣六龜鄉              | 昔日六龜鄉公所前        | 無           | 57.159  | 、高139、、                                    |       |
| 縣道        | 六龜～水底寮     | 高雄縣六龜鄉       | 太平街、光復路路口     | 縣道184號    | 屏東縣枋寮鄉              | 沿海、屏鵝公路路口      | 台1線        | 88.020  | 省道台27線 · 省道台17線                        |       |
| 縣道        | 三地門～東港     | 屏東縣內埔鄉       | 中山路、成功路路口     | 縣道190號    | 屏東縣東港鎮              | 中正路、中山路路口      | 縣道185線    | 32.707  | 縣道187線 · 縣道187甲線                        |       |
| 縣道        | 高雄～高樹       | 高雄市鼓山區       | 鼓山一、濱海一路口     | 無           | 屏東縣高樹鄉              | 興中路、南興路路口      | 縣道185線    | 49.698  | 省道台22線                                     |       |
| 縣道190號   | 屏東～三地門     | 屏東縣屏東市       | 勝利路、中正路路口     | 縣道185線    | 屏東縣內埔鄉              | 成功路、中山路路口      | 縣道187線    | 18.370  | 省道台24線                                     |       |
| 縣道        | 牛鬥～聖湖       | 宜蘭縣大同鄉       | 泰雅一／泰雅路路口     | 台7線        | 宜蘭縣蘇澳鎮              | 聖愛路、中山路路口      | 台9線        | 29.859  | 省道台7丙線 · 省道台2戊線                      |       |
| 縣道        | 圳頭～公館       | 宜蘭縣員山鄉       | 昔日公路局停車站       | 無           | 宜蘭縣壯圍鄉              | 紅葉路、壯濱路路口      | 縣道102線    | 17.723  | 省道台7丁線 · 省道台7線                        |       |
| 縣道195號   | 瑞穗～樂合       | 花蓮縣瑞穗鄉       | 中山路／中正北路口     | 台9線        | 花蓮縣玉里鎮              | 樂德／花東公路口        | 台9線        | 24.494  | 縣道193線                                      |       |
| 縣道        | 三星～下清水     | 宜蘭縣三星鄉       | 中山路、三星路路口     | 縣道191線    | 宜蘭縣五結鄉              | 五結路、清水橋路口      | 無           | 22.460  | 縣道196線                                      |       |
| 縣道        | 富里～東河       | 花蓮縣富里鄉       | 東富路、中山路路口     | 台9線        | 臺東縣成功鎮              | 舊東河橋北端            | 台11線       | 35.746  | 省道台23線                                     |       |
| 縣道        | 知本～臺東       | 臺東縣卑南鄉       | 知本溫泉               | 無           | 臺東縣臺東鎮              | 昔日臺東縣政府前        | 無           | 15.712  | 縣道194線 · 省道台11線                         |       |
| 縣道        | 壽卡～車城       | 屏東縣獅子鄉       | 與今日起點相同         | 台9線        | 屏東縣車城鄉              | 新興路、中山路路口      | 台1線        | 38.430  | 縣道199線                                      |       |
| 縣道        | 恆春～九棚       | 屏東縣恆春鎮       | 天文路、中正路路口     | 台1線        | 屏東縣滿州鄉              | 昔日九棚派出前          | 無           | 28.161  | 縣道200線                                      |       |
| 澎湖1       | 馬公～風櫃尾     | 澎湖縣馬公鎮       | 昔日港口馬頭崗亭       | 無           | 澎湖縣馬公鎮              | 昔日風櫃警察駐在所前    | 無           | 16.812  | 縣道203線 · 縣道201線                          |       |
| 澎湖2       | 馬公～南寮～龍門 | 澎湖縣馬公鎮       | 今日204線起點          | 澎湖1        | 澎湖縣湖西鄉              | 龍門T字路口             | 澎21         | 11.879  | 縣道203線 · 縣道202線                          |       |
| 澎湖3       | 東衛～通樑       | 澎湖縣馬公鎮       | 今日202線起點          | 澎湖2        | 澎湖縣白沙鄉              | 通樑古榕                | 無           | 16.484  | 縣道203線                                      |       |
| 縣道        | 士林～臺北       | 陽明山管理局士林鎮 | 中正路、文林路路口     | 台2線        | 臺北市建成區              | 重慶北／鄭州路路口      | 無           | 5.963   | 省道台2乙線                                    | [ 3 ] |
| 縣道        | 二重埔～臺北     | 臺北縣三重市       | 成功路、重新路路口     | 台1線        | 臺北市城中區              | 公園路、衡陽路路口      | 無           | 3.482   | 縣道104線                                      | [ 4 ] |
| 宜1         | 頭城～二城       | 宜蘭縣頭城鎮       | 青雲路、頭濱路路口     | 縣道102線    | 宜蘭縣頭城鎮              | 青雲路、北宜路路口      | 台9線        | 4.243   | 省道台2庚線                                    |       |
| 宜2         | 蘇澳～北方澳     | 宜蘭縣蘇澳鎮       | 林森路、中山路路口     | 台9線        | 宜蘭縣蘇澳鎮              | 昔日北方澳電臺          | 無           | 4.264   |                                                |       |
| 縣道        | 清水～港口       | 臺中縣清水鎮       | 鰲峰路、中山路路口     | 台1線        | 臺中縣梧棲鎮              | 築港路、臨港路路口      | 中55         | 5.208   | 鄉道中53線                                     |       |
| 縣道        | 左鎮～南化       | 臺南縣左鎮鄉       | 台20乙線舊起點         | 縣道180線    | 臺南縣南化鄉              | 台20乙線舊終點          | 台3線        | 8.433   | 省道台20乙線                                   |       |
| 花29        | 花蓮～防校       | 花蓮縣花蓮市       | 中正路、中華路路口     | 台9線        | 花蓮縣吉安鄉              | 昔日防校大門口          | 無           | 3.140   | 省道台9線                                      |       |
| 花34        | 銅門～榕樹       | 花蓮縣秀林鄉       | 銅門橋前               | 無           | 花蓮縣秀林鄉              | 仁壽橋南方不遠路口      | 台9線        | 1.592   |                                                | [ 5 ] |
| 縣道市1線   | 總統府～臺北機場 | 臺北市城中區       | 凱道、重慶南路路口     | 縣道111線    | 臺北市中山區 臺北市松山區 | 松山機場前              | 無           | 6.433   |                                                | [ 6 ] |
| 縣道市3線   | 松山～公館       | 臺北市松山區       | 基隆路、八德路路口     | 台5線        | 臺北市古亭區              | 舟山路、羅斯福路口      | 台9線        | 5.400   |                                                | [ 7 ] |
| 縣道市8線   | 安平港口～臺南   | 臺南市安平區       | 安平港口               | 無           | 臺南市東區                | 昔日臺南車站鐵塔中心    | 無           | 7.421   | 不明                                           |       |
| 縣道市7線   | 左營～高雄       | 高雄市左營區       | 左營大／鼓山三路口     | 縣道188線    | 高雄市前金區              | 中華三／中正四路口      | 台1丙線      | 5.142   | 省道台17線                                     |       |
| 市高10      | 苓雅～鳳山       | 高雄市苓雅區       | 三多四／成功二路口     | 鄉道市13線   | 高雄縣鳳山鎮              | 自由路、中山路路口      | 台1線        | 6.200   | 縣道183乙線                                    |       |
| 市高11      | 高雄～五甲       | 高雄市新興區       | 中山一／中正四路口     | 台1丙線      | 高雄市前鎮區              | 五甲橋南端附近          | 縣道183線    | 5.584   | 省道台17線                                     | [ 8 ] |
| 市高15      | 旗津～大林埔     | 高雄市旗津區       | 旗津碼頭               | 無           | 高雄縣小港鄉              | 沿海／中林路口附近      | 縣道183線    | 13.659  |                                                | [ 9 ] |
| 縣道        | 大公路～港口     | 高雄市鹽埕區       | 七賢三／大公路路口     | 台1丙線      | 高雄市鼓山區              | 七賢三／蓬萊路路口      | 無           | 1.048   |                                                |       |

### 後續更動
本表列出1966年至1975年間陸續的小規模更動：
| 年份   | 更動別 | 編號      | 更動後起訖點 | 更動內容                              | 更動後里程 | 今日編號與備註          |
| 1966年 | 縮短   | 縣道109線 | 竹圍～三民   | 原「三民～復興」段改編入台7線         | 41.860     | 省道臺4線 · 省道臺7線   |
| 1967年 | 延長   | 縣道106線 | 下福～平溪   | 終點延長至平溪                        | 62.601     | 縣道106線               |
| 1968年 | 縮短   | 縣道109線 | 竹圍～大溪   | 原「大溪～三民」段改編入台7線         | 26.430     | 省道臺4線               |
| 1968年 | 增長   | 縣道159線 | 五條港～番路 | 因應台1線改線而將原共線段里程併入計算 | 59.664     | 、雲156線、             |
| 1969年 | 新增   | 市北4     | 省市界～板橋 | 因台3線改道新增                       | 4.850      | 縣道114線               |
| 1970年 | 降級   | 縣道175線 | 十二田～太爺 | 降級為鄉道                            | 23.240     | 、高2線                 |
| 1970年 | 降級   | 縣道192線 | 龍潭～大福   | 降級為鄉道                            | 11.488     | 縣道192線               |
| 1974年 | 延長   | 縣道111線 | 臺北～孝義   | 「烏來～孝義」路段新闢完工            | 36.859     | 縣道111線 · 省道臺9甲線 |
| 1974年 | 延長   |           | 屏東～三地門 | 改線延長                              | 19.527     | 省道臺24線              |
| 1974年 | 縮短   | 縣道117線 | 新竹～尖山   | 原「尖山～豐原」段改編入台13線        | 22.773     | 縣道117線 · 省道臺13線  |

## 第二次公路普查（1976年）
| 編號           | 起訖點                 | 起點行政區             | 起點連接公路           | 終點行政區             | 終點連接公路           | 里程                   | 前身                   | 今日編號                 | 更動別    | 注釋   |
| -------------- | ---------------------- | ---------------------- | ---------------------- | ---------------------- | ---------------------- | ---------------------- | ---------------------- | ------------------------ | --------- | ------ |
| 縣道           | 三芝～淡水             | 臺北縣三芝鄉           | 省道臺2線              | 臺北縣淡水鎮           | 鄉道北9線              | 16.679                 | 縣道102甲線            | 縣道101線                | 重編      |        |
| 縣道           | 北新莊～竹子湖         | 臺北縣三芝鄉           | 縣道101線              | 省市界                 |                        | 10.535                 | 鄉道北14線             | 縣道101甲線              | 新編      |        |
| 縣道           | 基隆～福隆             | 基隆市                 | 省道臺2線              | 臺北縣貢寮鄉           | 省道臺2線              | 41.738                 | 縣道102線              | 縣道102線                | 縮短      |        |
| 縣道           | 八堵～瑞濱             | 基隆市                 | 省道台5線              | 臺北縣瑞芳鎮           | 省道臺2線              | 11.162                 | 102乙、102丁           | 省道台2丁線 · 鄉道北36線 | 合併      |        |
| 縣道           | 原線併入臺2線與102乙線 | 原線併入臺2線與102乙線 | 原線併入臺2線與102乙線 | 原線併入臺2線與102乙線 | 原線併入臺2線與102乙線 | 原線併入臺2線與102乙線 | 原線併入臺2線與102乙線 | 原線併入臺2線與102乙線   | 解編      |        |
| 縣道           | 龍形～三重             | 臺北縣八里鄉           | 省道臺15線             | 臺北縣三重市           | 省道臺1線              | 11.207                 | 縣道103線              | 縣道103線                | 縮短      |        |
| 縣道           | 板橋～臺北             | 臺北縣板橋市           | 省道臺3線              | 省市界                 |                        | 3.324                  | 市北4                  | 縣道114線                | 改編      |        |
| 縣道           | 八里～龜山             | 臺北縣八里鄉           | 省道臺15線             | 桃園縣龜山鄉           | 省道臺1線              | 20.820                 | 縣道105線              | 縣道105線                | 不變      |        |
| 縣道           | 下福～瑞芳             | 臺北縣林口鄉           | 省道臺15線             | 臺北縣瑞芳鎮           | 102乙                  | 74.820                 | 縣道106線              | 縣道106線                | 延長      |        |
| 縣道           | 成子寮～樹林           | 臺北縣五股鄉           | 縣道103線              | 臺北縣樹林鎮           | 縣道114線              | 13.875                 | 鄉道107線              | 縣道107線                | 升級      |        |
| 縣道           | 南港～深坑             | 省市界                 |                        | 臺北縣深坑鄉           | 縣道106線              | 2.709                  | 縣道104線              | 縣道109線                | 改編      |        |
| 縣道           | 大園～新店             | 桃園縣大園鄉           | 省道臺15線             | 臺北縣新店鎮           | 省道臺9線              | 44.879                 | 縣道110線 · 縣道111線  | 縣道110線                | 延長      |        |
| 縣道           | 五權～埔頂             | 桃園縣大園鄉           | 縣道110線              | 桃園縣中壢市           | 省道臺1線              | 6.222                  | 桃45                   | 縣道110甲線              | 新編      |        |
| 縣道           | 臺北～公館崙           | 省市界                 |                        | 臺北縣新店鎮           | 縣道110線              | 7.850                  | 縣道111線              | 縣道111線                | 縮短      |        |
| 縣道           | 觀音～大溪             | 桃園縣觀音鄉           | 省道臺15線             | 桃園縣大溪鎮           | 省道臺3線              | 25.430                 | 縣道112線              | 縣道112線                | 不變      |        |
| 縣道           | 大園～石門             | 桃園縣大園鄉           | 省道臺15線             | 桃園縣龍潭鄉           | 省道臺3線              | 28.067                 | 鄉道113線 · 省道臺4線  | 縣道113線                | 升級 改線 |        |
| 縣道           | 永安～板橋             | 桃園縣新屋鄉           | 無                     | 臺北縣板橋市           | 省道臺3線              | 52.139                 | 縣道114線              | 縣道114線                | 不變      |        |
| 縣道           | 觀音～芎林             | 桃園縣觀音鄉           | 省道臺15線             | 新竹縣芎林鄉           | 縣道120線              | 37.036                 | 鄉道115線              | 縣道115線                | 升級      |        |
| 鄉道           | 本線降級為鄉道         | 本線降級為鄉道         | 本線降級為鄉道         | 本線降級為鄉道         | 本線降級為鄉道         | 本線降級為鄉道         | 本線降級為鄉道         | 本線降級為鄉道           | 降級      |        |
| 縣道           | 舊港～羅浮             | 新竹縣竹北鄉           | 省道臺15線             | 桃園縣復興鄉           | 省道臺7線              | 59.845                 | 縣道118線              | 縣道118線                | 延長      |        |
| 縣道           | 下斗崙～巴陵           | 新竹縣竹北鄉           | 省道臺1線              | 新竹縣尖石鄉           | 無                     | 38.134                 | 縣道120線              | 縣道120線                | 升級      | [ 10 ] |
| 縣道           | 南寮～環山             | 新竹縣新竹市           | 省道臺15線             | 新竹縣五峰鄉           | 無                     | 51.266                 | 縣道122線              | 縣道122線                | 不變      | [ 11 ] |
| 縣道           | 石壁潭～竹東           | 新竹縣芎林鄉           | 縣道120線              | 新竹縣竹東鎮           | 縣道122線              | 1.570                  | 鄉道竹25線             | 縣道123線                | 升級      |        |
| 縣道           | 海邊～珊珠湖           | 苗栗縣竹南鎮           | 無                     | 苗栗縣頭份鎮           | 省道臺3線              | 13.369                 | 縣道124線              | 縣道124線                | 縮短      | [ 12 ] |
| 鄉道           | 本線降級為鄉道         | 本線降級為鄉道         | 本線降級為鄉道         | 本線降級為鄉道         | 本線降級為鄉道         | 本線降級為鄉道         | 本線降級為鄉道         | 本線降級為鄉道           | 降級      |        |
| 縣道           | 外埔～紙湖             | 苗栗縣後龍鎮           | 無                     | 苗栗縣獅潭鄉           | 省道臺3線              | 20.308                 | 縣道126線              | 縣道126線                | 不變      |        |
| 縣道           | 大雅～霧峰             | 臺中縣大雅鄉           | 省道臺10線             | 臺中縣霧峰鄉           | 省道臺3線              | 24.967                 | 縣道127線              | 縣道127線                | 不變      |        |
| 縣道           | 通霄～公館             | 苗栗縣通霄鎮           | 省道臺1線              | 苗栗縣公館鄉           | 省道臺6線              | 19.707                 | 縣道128線              | 縣道128線                | 延長      |        |
| 縣道           | 大安～后里             | 臺中縣大安鄉           | 無                     | 臺中縣后里鄉           | 鄉道中40線             | 18.560                 | 縣道132線              | 縣道132線                | 不變      |        |
| 縣道           | 葉厝～柑子林           | 南投縣國姓鄉           | 省道臺21線             | 南投縣國姓鄉           | 省道臺14線             | 5.684                  | 鄉道投79線             | 縣道133線                | 改編      | [ 13 ] |
| 縣道           | 伸港～彰化             | 彰化縣伸港鄉           | 省道臺17線             | 彰化縣彰化市           | 縣道139線              | 8.946                  | 137甲、                | 縣道134線                | 改編      | [ 14 ] |
| 以下表格未完成 |                        |                        |                        |                        |                        |                        |                        |                          |           |        |